# Jan Barend Hendrik van Royen
Jan Barend Hendrik van Royen (* 9. Mai 1830 in Huissen; † 31. Juli 1909 in Nijmegen) war ein niederländischer Offizier.
Der Sohn von J.B. van Royen und H.J.H. van der Hoek wurde 1847 Kadett an der Militärakademie in Breda und dort im Juli 1851 zum Leutnant der Infanterie ernannt. Er kam zur Garnison Nijmegen und wurde 1858–59 an die Akademie abgeordnet, wo er Französisch lehrte. Im März 1862 wurde er wieder an die Infanterie übertragen und an den Generalstab abgeordnet. 1864 kam er als Hauptmann zur Garnison Gorinchem, 1867 nach Utrecht und 1876 als Major nach  Gelderland, Arnhem. Auf seinen Wunsch war er 10. September 1879 achtbar aus dem Militärdienst entlassen.
Zwei Söhne hatte er aus Beziehungen im Ausland. Im Juli 1857 heiratete er in Nijmegen L.A. Bijleveld (1833–1915), mit der er weitere vier Söhne hatte.

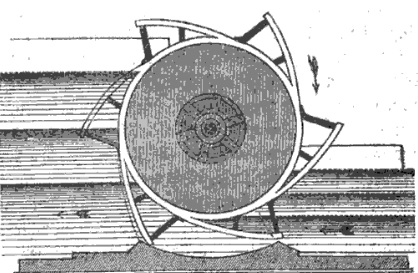
„Die Radpumpe ist so zu sagen ein in genau anpassendem Gerinne mit irgend welcher mechanischen Kraft rückwärts getriebenes Poncelet-Rad.“

Schon im Militärdienst hatte er sich mit Entwässerung beschäftigt. Sein großes Interesse an der Technik führte ihn zur Zusammenarbeit mit dem Civil- oder Bauingenieur H. Overmars Jr., der ein Pumprad erfunden hatte, beschrieben in Het pomprad of nieuwen scheprad (1869) und der Broschüre Het waterwerktuig genaamd: pomprad (1871), das sie in Utrecht patentierten. Ihr Wateropvoeringswerktuig (Wasserhebungsmaschine, Schöpfwerk) fand Verwendung in Preußen, Italien und Ungarn. Die Hauptanwendung war die Bodenrückgewinnung von 5000 ha bei der südungarischen Stadt Vršac (Werschetz). Overmars hatte nach Überschwemmung der Theiß 1897 auch Vorschläge zu deren Abwendung unterbreitet.
Van Royen legte sich auch mit dem Deichgraf der Hochheimratschaft Hoogheemraad an.